# Vlastimil Moravec
Vlastimil Moravec,  né le 7 mai 1949 à Nové Město nad Metují, Tchécoslovaquie, dans l'actuelle République tchèque, a été un coureur cycliste amateur dans la décennie des années 1970. En 1972 il est le vainqueur de la Course de la Paix, la grande épreuve cycliste internationale des amateurs. Cette victoire, la troisième d'un coureur tchécoslovaque depuis la création de l'épreuve, dépasse le caractère d'une simple victoire sportive. Elle est vécue par tout un peuple comme une revanche, pacifique sur les nations qui un jour d'août 1968 ont mis par leur intervention militaire dramatiquement fin au Printemps de Prague. Vlastimil Moravec est mort accidentellement  à Brno, le 15 avril 1986.

## Biographie
Né en Moravie, une des trois régions constitutives de la Tchécoslovaquie, Vlastimil Moravec  a appartenu au Dukla de Brno, le plus important club cycliste tchécoslovaque (Jan Smolík, vainqueur de la Course de la Paix 1964 appartenait à ce club). Athlète solide (1,84 m, 79 kg), sa victoire en 1972, dans la Course de la Paix était sa "84e" victoire de coureur cycliste. En 1971, il avait été sélectionné dans l'équipe tchécoslovaque qui participe à la Course de la Paix. C'est la première de ses 5 participations à cette course. Il est présent au Tour de l'Avenir cette même année. Il termine 29e : ce résultat modeste s'explique par le fait que Moravec est plus un routier-sprinteur qu'un  grimpeur.

### LaCourse de la Paix1972
Le 5 mai 1972, lorsque les 120 coureurs de la XXVe Course de la Paix s'alignent à Berlin pour un prologue contre-la-montre, le nom du coureur favori est celui du vainqueur des deux années précédentes, le Polonais Ryszard Szurkowski. Le cercle restreint des autres vainqueurs possibles comprenait le Champion du monde (amateur) Régis Ovion.  Le prologue livre le nom du leader d'une équipe soviétique en plein  renouvellement, Vladislav Nelyubin.
Victime d'une chute le troisième jour au cours de l'étape de Magdeburg, Régis Ovion quitte la course pour l'hôpital. Attardé dans une 5e étape Erfurt-Gera disputée par un climat sibérien, Ryszard Szurkowski se retrouve  à plus  de 15 minutes du leader. Nelyubin s'empare du "maillot jaune" à Prague au terme de la 7e étape. Le lendemain, Vlastimil Moravec triomphe  à Karlovy Vary. Dès lors la course se joue sur les bonifications accordées aux 3 premiers de chaque étape (1 minute, 30 secondes, 15 secondes). Moravec prend le maillot de leader le soir du 11e jour de course, le cède à Nelyubin l'étape suivante, le reprend la veille de l'arrivée finale, à la suite d'un sprint où, 2e derrière Surkowski, il devance Nelyubin, 3e. Théoriquement le coureur soviétique peut encore gagner la course. Mais la dernière étape remportée à Varsovie par un Szurkowski retrouvé, ne permet pas à l'équipe soviétique, qui est aussi menacée par l'équipe tchécoslovaque au classement collectif, d'imposer sa loi. Lors du dernier sprint, Nelyubin, tassé par un concurrent inconnu,  ne rentre pas dans le tiercé final. Deux secondes séparent Vlastimil Moravec de Vladislav Nelyubin. Certains commentateurs, dont Émile Besson, mettent en cause la régularité de la course.
De fait les Soviétiques, qui placent cette année-là 4 coureurs parmi les 10 premiers de l'épreuve ont été concurrencés par des coureurs tchécoslovaques galvanisés par l'enjeu. La Tchécoslovaquie est 2e au classement par équipes, elle remporte la victoire individuelle avec Moravec, et place 2 autres des siens parmi les 10 premiers : Milos Hrazdira 6e, Antonin Bartonicek 9e
L'écart de 2 secondes entre Vlastimil Moravec et Vladislav Nelyubin demeure sur les 59 éditions de la Course de la Paix le plus faible écart enregistré entre le vainqueur et son "dauphin". Moravec cessait la compétition fin 1981.

## Palmarès
- 1969
  - Grand prix Montilor (Roumanie)
- 1970
  - Tour de Slovaquie
  - Trzyniek-Chorzów (Pologne)
- 1971
  - Mémorial Colonel Skopenko
- 1972
  - Course de la Paix : 
    - Classement général[9]
    - 8e étape

  - 3e du Tour de Bohême
- 1973
  - GP ZTS Dubnica-nad-Vahom
- 1974
  -  Champion de Tchécoslovaquie sur route
  - GP ZTS Dubnica-nad-Vahom
  - Prague-Karlovy Vary-Prague[10]
- 1975
  - Tour de Bohême : 
    - Classement général[11]
    - 1re étape

  -  3e du championnat du monde de contre-la-montre par équipes amateurs (avec Petr Matoušek, Pter Buchachek, Vladimir Vondracek)
  - 7e étape du Tour de RDA
- 1976
  - 1re (contre-la-montre par équipes) et 7e étapes du Tour de Colombie
- 1977
  - classique nationale de Sokolov
  - 2 étapes de la course internationale de préparation pour la Course de la Paix
  - 3e étape de la Course de la Paix
- 1978
  - circuit de Prague
  - 5e du championnat du monde de contre-la-montre par équipes amateurs (avec Michal Klasa, Alipi Kostadinov et Jiří Škoda)
- 1979
  - Champion de Tchécoslovaquie contre-la-montre en équipes (avec Jiří Škoda, Vladimir Dolek et Michal Klasa)[12]
  - semi-classique de Plzen
  - 5e du championnat du monde de contre-la-montre par équipes amateurs (avec Alipi Kostadinov, Vlastibor Konecny, Michal Klasa)

### Places d'honneur
- 1971
  - 14e de la Course de la Paix
  - 29e du Tour de l'Avenir
- 1972
  - 4e du Baby Giro
  - 11e du Tour de l'Aude
  - 13e du contre-la-montre par équipes aux Jeux olympiques de Munich (avec Miloš Hrazdíra, Jiří Mainuš, Petr Matoušek)
- 1974
  - 25e de la Course de la Paix
- 1975
  - 4e du Tour de Serbie
  - 7e de la Course de la Paix[13]
- 1976
  - 13e de la course en ligne des Jeux olympiques de Montréal
- 1977
  - 14e de la Course de la Paix
- 1978
  - 5e de la Milk Race